# Hoffmanns Erzählungen (film 1916)
Hoffmanns Erzählungen è un film muto del 1916 diretto da Richard Oswald. È il primo adattamento cinematografico dell'opera Les Contes d'Hoffmann di Jacques Offenbach.

## Trama
Prologo. 1790. E. T. A. Hoffmann ha trascorso l'adolescenza a casa degli zii, dove ha fatto conoscenza con alcuni personaggi del loro circolo di amicizie.
Innanzitutto il conte Dapertutto, che era rimasto molto offeso da una caricatura irriverente di lui che il giovane Hoffmann aveva schizzato.
In secondo luogo Coppelius e Spalanzani, che, improvvisandosi alchimisti, avevano cercato di cavargli gli occhi per inserirli nella loro pozione per ottenere l'oro.
Poi aveva conosciuto la famiglia Crespel: Angela, il marito e la loro piccolo figlioletta Antonia. Angela, un tempo dotata ballerina, soffriva di una rara malattia: se avesse ripreso a danzare avrebbe potuto morire. E a ballare la induce proprio il perverso dottor Mirakel, suo spasimante rifiutato, provocandone la morte come macabra vendetta.
Hoffmann ritroverà questi conoscenti in seguito, nella sua vita da uomo fatto e finito.
I. Berlino, 1808. Allontanatosi dalla grande città per questioni amorose, Hoffmann si imbatte, in una piccola cittadina, in Coppelius e Spalanzani, che avevano costruito un mirabile automa a grandezza naturale di una giovane donna, Olympia. Dotato da Coppelius di uno speciale paio di occhiali, Hoffmann vede Olympia come una persona vivente, e se ne innamora. Quando l'illusione viene resa pubblica, Hoffmann si ritrova coperto di ridicolo.
II. Venezia. L'avvenente Giuliana ha nel conte Dapertutto un suo amante. O forse è viceversa. Giuliana ha diversi pretendenti, fra i quali Hoffmann stesso e tale Schlemihl: Dapertutto riesce a metterli l'uno contro l'altro. Ne segue un duello: Hoffmann uccide Schlemihl ed è costretto a fuggire.
III. Casa dei Crespel. Hoffmann ritrova la sua amica d'infanzia Antonia, e i due si innamorano. La storia si ripete: il dottor Mirakel, come un tempo della madre, ora si invaghisce della figlia, ed è da questa rifiutato; Antonia soffre della stressa strana sindrome della madre. E, al solito, Mirakel, come vendetta, ne provoca la morte inducendola a danzare.

## Produzione
Il film fu prodotto dalla Lothar Stark-Film.

## Distribuzione
La pellicola è stata distribuita con il visto di censura nel febbraio 1916, il film fu presentato in prima al Marmorhaus di Berlino il 25 febbraio 1916.
Una copia incompleta della pellicola si trova conservata negli archivi della Friedrich-Wilhelm-Murnau-Stiftung.